# Zeki Yıldırım
Zeki Yıldırım (* 15. Januar 1991 in Antalya) ist ein türkischer Fußballspieler.

## Karriere
Zeki Yıldırım spielte während seiner Jugend für Antalya Yolspor und Medical Park Antalyaspor. Bei Medical Park Antalyaspor unterschrieb er am 1. Februar 2010 seinen ersten Profivertrag, jedoch kam er nicht zum Einsatz. In der darauffolgenden Spielzeit wurde er an den Drittligisten Alanyaspor verliehen. Es folgte danach ein Wechsel zu Pendikspor. Für Pendikspor spielt Zeki Yıldırım 24 Spiele und erzielte dabei vier Tore. Diese Leistung ermöglichte ihm die Rückkehr zu Medical Park Antalyaspor.
Im Sommer 2019 verließ Yıldırım nach siebenjähriger Vereinszugehörigkeit den Mittelmeerklub und wechselte danschließnd zum Istanbuler Zweitligisten Fatih Karagümrük SK.